# Alex Cord
Alex Cord, nato Alexander Viespi Jr. e anche noto come Alex Viespi (Floral Park, 3 maggio 1933 – Valley View, 9 agosto 2021), è stato un attore statunitense.

## Filmografia parziale

### Cinema
- Synanon, regia di Richard Quine (1965)
- I 9 di Dryfork City (Stagecoach), regia di Gordon Douglas (1966)
- Un minuto per pregare, un istante per morire, regia di Franco Giraldi (1968)
- La fratellanza (The Brotherhood), regia di Martin Ritt (1968)
- Un assassino per un testimone (Stiletto), regia di Bernard L. Kowalski (1969)
- I cinque disperati duri a morire (The Last Grenade), regia di Gordon Flemyng (1970)
- L'etrusco uccide ancora, regia di Armando Crispino (1972)
- Chosen Survivors, regia di Sutton Roley (1974)
- Inn of the Damned, regia di Terry Bourke (1975)
- Aquila grigia il grande capo dei Cheyenne (Greyeagle), regia di Charles B. Pierce (1977)
- Euer Weg führt durch die Hölle, regia di Ernst Ritter von Theumer (1984)
- Street Asylum, regia di Gregory Dark (1990)
- A Girl to Kill For, regia di Richard Oliver (1990)
- Le radici del male (Roots of Evil), regia di Gary Graver (1992)
- Nome in codice: Alexa (CIA Code Name: Alexa), regia di Joseph Merhi (1992)
- Pezzi duri... e mosci (The Naked Truth), regia di Nico Mastorakis (1992)
- Il soffio dell'inferno (Fire from Below), regia di Andrew Stevens e Jim Wynorski (2009)

### Televisione
- La città in controluce (Naked City) – serie TV, 2 episodi (1962-1963)
- Route 66 – serie TV, 5 episodi (1963-1964)
- Branded – serie TV, episodio 1x01 (1965)
- Il segreto dello scorpione (The Scorpio Letters) – film TV (1967)
- Sulle strade della California (Police Story) – serie TV, 4 episodi (1973-1976)
- Il colosso di fuoco (Fire!) – film TV (1977)
- Mendicante ladro (Beggarman, Thief) – film TV (1979)
- Cassie & Co. – serie TV, 13 episodi (1982)
- Fantasilandia (Fantasy Island) – serie TV, 5 episodi (1980-1984)
- Airwolf - Tuono d'acciaio (Airwolf) – film TV (1984)
- Airwolf – serie TV, 55 episodi (1984-1986)
- La signora in giallo (Murder, She Wrote) – serie TV, episodi 3x01-3x02 (1986)
- Quella sporca dozzina - Missione nei Balcani (The Dirty Dozen: The Fatal Mission) – film TV (1988)
- Alta marea (High Tide) – serie TV, 2 episodi (1996)

## Doppiatori italiani
Nelle versioni in italiano delle opere in cui ha recitato, Alex Cord è stato doppiato da:
- Pino Colizzi in Un minuto per pregare, un istante per morire
- Michele Kalamera in L'etrusco uccide ancora
- Romano Ghini in Airwolf
- Rodolfo Bianchi in La signora in giallo
- Renato Cortesi in Nome in Codice: Alexa
- Sergio Graziani in I 9 di Dryfork City e La fratellanza